# 卡斯滕·沃尔夫
卡斯滕·沃尔夫（德語：Carsten Wolf，1964年8月26日—），德国男子自行车运动员。他曾代表东德参加1988年夏季奥林匹克运动会自行车比赛，获得男子团体追逐赛银牌。